# 장계면
장계면(Janggye-myeon, 長溪面)은 대한민국 전북특별자치도 장수군의 면 단위 행정구역 중 하나이다. 장계면의 면적은 67.74km2이며, 인구는 2010년 1월 기준으로 2,064세대 4,694명이다.

## 연혁
- 고려시대 : 벽계현
- 조선시대 : 계동, 계서, 임내[2]
- 1914년 3월 14일 : 계내면으로 계칭
- 1993년 11월 1일 : 장계면으로 개칭

## 행정 구역
- 장계리
- 대곡리
- 금곡리
- 금덕리
- 명덕리
- 무농리
- 송천리
- 월강리
- 삼봉리
- 오동리

## 관광
- 논개생가
- 장안산 군립공원
- 남덕유산